# 漢字復活
漢字復活（日语：／ kanji bukkatsu ?，韩语：／ hanja buhwal ?，越南语：／?），是指漢字文化圈中原本使用漢字，但而後因殖民或教育改革廢止或減少使用漢字的国家重新審視是否重拾漢字的現象。

## 中國大陸
新文化運動後，有不少學者主張廢除漢字，例如魯迅就曾認為「漢字不滅，中國必亡」。
中華人民共和國政府曾經决定用拼音文字取代漢字，准备先从简化字入手，减少汉字数量和笔画，逐步淘汰汉字，以拼音取代。但是，中国大陸日后的扫盲工作进展迅速，使得“汉字不利于扫盲”的观点失去证据支持。
中国大陸也曾有一段时间使用的二簡字，雖有些字較合理，有助認識及使用，但因有多套大型工具書如《漢語大字典》、《漢語大詞典》、《中國大百科全書》已經或將要出版，以及電子計算機的漢字字庫已用芯片存儲，此時推行新簡化字會造成人力、物力、財力的巨大浪費，因此中華人民共和國國務院在1986年6月24日廢止了二簡字草案。
目前，中华人民共和国主张语言文字的使用应当具有稳定性，不再推行汉字拉丁化，也不再简化汉字。反而根据社会实际用字情况恢复了部分异体或繁體字。例如，中国恢复使用了“叠（‘叠加’）”、“覆（‘覆盖’、‘覆盆子’、‘倾覆’）”等汉字。在此之前中国将“叠”和“迭”合并，“覆”和“復”合并，这造成一些理解上的不便。

## 日本
日本在明治維新時也有汉字废止运动，日本內閣曾於1946年公佈以完全廢除漢字為目的的《當用漢字表》，但最終沒有廢止漢字的使用，日本漢字從未停止使用過。第二次世界大戰以後日本出現了國語國字問題，日本政府採取了制定漢字新字體，汉字字數限制等政策。
現在，由於長期受到傳統漢文化影響，加上便於書寫和表達，日本幾乎沒有廢除漢字的傾向。在日本，越正式的文件往往漢字越多，漢字水準甚至成為日本人素養的標尺。經濟上，漢字在日本成為了一個利潤很高的產業，漢字檢定、有關漢字的書籍、電視節目等越來越受歡迎。
雖然日本目前沒有廢除漢字的計劃，不過不少日本人在漢字書寫上仍有一定程度的困難，而日本年輕世代之間的漢字水準更是参差不齐。

## 朝鮮半島

### 朝鲜
在对于汉字態度，以下是朝鮮国家主席金日成的见解：
「没有使用汉字的必要。但是，中国、日本、（韩国）使用汉字，所以有学习汉字的必要。」
基于金日成的见解，1948年建国以来被废除的汉字教育，在1968年作为「汉文」教育又被编入了高中的课程。
在朝鲜，报纸一般都是专用谚文，而汉字完全不用。漢字一般被用來表記與中國有關的人名、地名。另外，毛澤東給金日成赠送的汉诗，使用了中國使用的简体字。
1948年汉字废除的同时，用朝鲜语固有詞替换漢字詞的运动逐步开始，但是1960年起便结束了。

### 韩国
二战后，韩国也出现废止汉字、制定谚文專用法的情况。
自1971年朴正熙的韓國政府決定停止在小學實行漢字教育。韩国曾出现过主张继续使用汉字的大学教授，被迫辞职的事件。
但是，韓國民主化之后，主张汉字恢复的呼声逐渐高涨。起因乃是韓語中許多詞彙源於漢字，僅使用拼音將難以分辨，導致廢止後出現溝通不良、幼童學習困難、國民語言理解能力下降等問題。後來在1998年，全国汉字教育推进总联合会成立，其领导人是朴正熙时代的总统警卫室副室长李在田。
以下是韩国“全国汉字教育推进总联合会”的主张：
1. 汉字是东亚的通用语。
2. 韩语应该和日语一样使用汉字。
3. 规定必须在小学进行汉字的义务教育。

1999年2月9日，文化觀光部部長申樂均在國務會議上，提出優先推行二階段漢文教育體系，公文和路標採「漢字併記」的檢討報告。列席的金大中總統表示“如果無視漢字的話，將難以理解我們的古典及傳統”、“漢字併用為首要之務”。同年8月7日，官報14274號發布大統領令16521號修正《事務管理規程》（사무관리규정）第10條第1項，增訂「以韓字作成，必要時得括號附加漢字及其他外文來表達正確意思」。雖稱漢字併記，但實際上卻施行漢字混用策略。
軍人出身的李在田亦運用本身的影響力，推動徵兵服役的年輕人在軍中強制学習漢字與使用。然而2003年金大中卸任、2004年李在田大腸癌逝世，相關計劃及策略也隨之搁浅。反對勢力趁機反撲，繼任政府因此走回頭路。2004年12月21日，韓國總理李海瓚主持國務會議通過《法律韓字化相關特別措施法案》（／），將759項漢字混用的法律全以韓字取代，有歧義者仍維持漢字併記。2005年《國語基本法》（국어기본법）出台，以法律規定公文中的漢字在括號内使用，不能再以大統領令执行。
2009年2月，在“韩汉之争”久未停战的韩国，20名前总理包含李海瓚在內、联名上书青瓦台，呼吁李明博政府强化汉字教育，提议从小学开始正式开设汉字教育课程。在此之前，汉字教育可由各学校自行决定，虽然作为课外课程被实施，但在首尔特别市江南区，由区教育厅主导，区内小学将汉字教育义务化。虽然儿童们曾对此有「同音异义词的意思能够分辨清楚了」的好评，但韩字学会指「韩字是可以对世界夸耀的科学文字」、「汉字是特权阶层的反民主文字」、「没有韩国国民认为韩字专用不方便」，并对汉字教育持反对态度（另一方面韩字学会對於年輕人常去的夜店、服飾店、美妝店和咖啡店使用英文等拉丁字母做為店名也是持反對態度）。
韩国政府对汉字教育的实施与否并没有明确的立场。因此，小学的汉字教育由各学校校长自行斟酌決定。不過，對於漢字教育沒有認識的校長有时把自由裁量的時間用作電腦或跆拳道的教育。同時，理解漢字教育的校長，用市售教材進行漢字教育。所以，韓國國民的漢字能力會因为出身学校的不同而产生程度不一的現象。基于这个背景，現在在教育最前线任职的教职员们刚好成长于最缺乏汉字教育的时代，漢字復活將因此面临更大的困難（不過韓國街頭充斥大量的漢字補習班，因此有能力的家長仍會將小孩送去補習漢字）。而韩国的大学内，根据本科学院的不同，取得毕业资格前需进行汉字测验的情况较多，而各个学校对合格者的要求也有差异，多数情况为，通过测验的必要汉字数量为2级（2000-2800字）至3级（1000-1800字）的程度。现在，除了与文言文相关的书籍以外，韩国的日常汉字混用出版物多被限制为專門书籍（如法學或醫學書籍）。
韓國政府從2011年開始，建議各小學將漢字學習列入正規教育課程，民調方面83%的家長贊成。並擬於2018年在小学3年級以上教科書推行漢字併記，蓋洛普民調67%贊成。
2012年10月22日，語文政策正常化促進會等向憲法裁判所提出《國語基本法》違憲控訴，認為去除韓文中的漢字表記，違反人們使用語文及接受漢字文化教育的權利。2016年11月24日，憲法裁判所裁定《國語基本法》合憲。
2015年9月23日，韓國教育部宣布「2015改正教育課程」（2015 개정 교육과정）包含「教科書漢字併記」（교과서 한자병기），但之前即引發素來反對漢字教育的全國教職員勞動組合反彈，自行調查2215位小學老師成員意向中，一面倒87.8%反對，並指控背後有漢字能力檢定業者在運作。
2016年12月30日，歷經爭議跟波折將政策的漢字「併記」改成「表記」後，韓國教育部宣布依據稍早發表的《初等學校教科書漢字表記方案研究》（초등학교 교과서 한자 표기 방안 연구），2019年起在全國小學5、6年级教材標註漢字及讀音釋義，裨益學生了解專有名詞。但在文在寅上台後，韩国教育部為避免爭議已放棄這項政策。

## 越南
19世纪开始普及法国传教士设计的罗马字，1919年的科举废除，汉字也逐漸被停用了。
1945年越南民主共和国（北越）成立後，漢字教育已經不存在了；南越在1975年前，中等教育中仍保留「漢文科」。越南統一後全面使用國語字。
现時越南呼籲汉字恢复的運動非常少，但是由於越南的古典書籍全部用漢字和喃字紀錄，所以，越南出現了將漢字、漢文（文言文）加入用高中文科选修科目的呼聲。
胡志明市国家大学語言學教授高春灏（越南语：／）曾表示：「从语言学角度看，越南语使用罗马字表记并不合适，舍弃了漢字和喃字，是对文化的損失」。2005年7月，当时的越南国家主席陈德良在访问中国时曾表示“我们认为拉丁文字有一定便利，但同时也越来越显示出不利的一面。十九世纪前我们的文学，年轻一代越来越看不懂”，并认为让越南年轻人学习认识汉字是一项非常重要的工作。
在经历了舍弃汉字、发展拼音文字的时期後，2009年，越南数十位学者联名上书教育部，建议实行小学和中学必修汉字的制度，并认为汉字教育应该重新得到重视。2010年，胡志明市国家大学文化與語言系段黎江（Đoàn Lê Giang）教授在越南青年報（Báo Tuổi Trẻ）上指出現今越南許多的漢越詞錯寫，因為年輕一輩大多不懂漢字辭源，並指出日本曾經試圖拉丁化，結果招致失敗，終究回歸假名與漢字；朝鮮在十五世紀創造了諺文，雖然在今天的韓國，生活中大多不使用漢字，但為了與歷史做連結，韓國教育仍教授學生應有的漢字量。他呼籲越南應將漢字教育加入義務教育，使越南文化更加豐富，讓一般人都能夠掌握、保護越南的固有文化。
汉字在越南重新受重视的很大一个原因，是发展经济的需要。据统计，在越南的外资中，汉字文化圈地区占40%，而且中国是其最重要的贸易伙伴。另外，汉字传入越南之前，越南没有自己的文字，所以越南文明是用汉字记载的，如果废除了汉字，就等于否定了以前本民族所有的文化成果。